# Amor che muovi il Sole
Amor che muovi il Sole è un singolo del cantautore italiano Zucchero Fornaciari, pubblicato il 27 settembre 2024 come primo estratto dall'album Discover II, ma già anticipato in anteprima dal vivo durante i concerti italiani dell'Overdose d'amore World Tour.

## Descrizione
Il brano è una cover di My Own Soul's Warning dei The Killers. Il titolo è mutuato dall'ultimo verso della Divina Commedia e anticipa il tema del nuovo testo in italiano: la celebrazione dell'amore, inteso come energia vitale che dà significato e ordine al mondo.

## Video musicale
Il 27 settembre 2024 è stato pubblicato il videoclip ufficiale, diretto da Marc Lucas. Inizialmente il protagonista cerca di trasmettere un messaggio d'amore e speranza ad un gruppo di ragazzi problematici con la lingua dei segni. Non compreso, decide di partire per un viaggio in mezzo alla natura. Grazie all'esperienza acquisita e al Sole, simbolo di gioia e speranza, riesce infine a veicolare il suo messaggio.